# David Daniell (Autor)
David Daniell (* 17. Februar 1929; † 1. Juni 2016) war ein britischer Anglist und Herausgeber von Fachbüchern, hauptsächlich zu William Tyndale und dessen Bibelübersetzung.

## Leben
Seine Ausbildung erhielt Daniell an der Queen Elizabeth Grammar School in Darlington. Später studierte er am St. Catherine’s College in Oxford. 1952 erhielt er dort seinen Bachelor of Arts und 1954 seinen Master of Arts in Anglistik. 1954 machte er zusätzlich seinen Bachelor of Arts im Bereich Theologie und beendete 1955 ein Studium an der Universität Tübingen. 1972 bekam er für seine Shakespeare-Studien seinen Ph.D. an der Universität London. 1979 begleitete er die Royal Shakespeare Company auf einer sechswöchigen Tour durch europäische Großstädte.
Daniell veröffentlichte 1980 und 1982 zwei Bände mit Kurzgeschichten des schottischen Schriftstellers John Buchan. 1989 veröffentlichte er William Tyndales Neues Testament und 1992 dessen Altes Testament.
Daniell lehrte Englisch und später Theologie in Oxford. 1992 wurde er an der Universität London zum Professor für Englische Sprache berufen. Seit 1994 war er emeritiert. Er war Ehren-Forschungsstipendiat (Honorary Fellow) am Oxforder Hertford College und am St. Catherine’s College und Ehrenmitglied (Honorary Member) des „Senior Common Room’s“ (Senioren-Dozentenzimmers) des Magdalen College.
1994 erschien seine Tyndale-Biographie. Im Januar 1995 wurde bei einem Treffen in der British Library die Tyndale Society gegründet und David Daniell wurde zu deren ersten Vorsitzenden gewählt. Später übernahm Mary Clow den Vorsitz. Mittlerweile hat die Tyndale Society weltweit mehr als hundert Mitglieder.
1998 veröffentlichte Daniell eine Ausgabe von Shakespeares Julius Cäsar. Sein Buch über die Geschichte der englischen Bibel (The Bible in English. History and Influence) erschien 2003. Daniell hatte mehr als 50 Radio- und Fernsehauftritte, in denen er über seine Arbeiten sprach.
David Daniell war verheiratet und hatte zwei Söhne.

## Bekannte Thesen
In seinen Schriften über William Tyndale vertrat er einige Thesen, die in Publikationen anderer Autoren zitiert werden.
- Tyndale war unabhängig von Luthers Bibelübersetzung.[4]
- Tyndale hat von Luthers Bibelübersetzung das übernommen, was er für gut befand.[5]
- In der Matthew-Bibel wurde vom Buch Josua bis zum zweiten Buch der Chronik eine Übersetzung William Tyndales abgedruckt.[6] Diese These ist nicht neu; so sagte beispielsweise schon A. S. Herbert über die Matthew-Bibel: „diese Fassung [der englischen Bibel], die die beste Arbeit von Tyndale und Coverdale zusammenfügt, ist die wahre ursprüngliche englische Bibel“,[7] und Sir Frederic G. Kenyon äußerte sich 1909 ähnlich wie David Daniell.[8]
- Über 80 Prozent (exakter 83 Prozent) des englischen Neuen Testaments (in der King-James-Bibel) geht auf die Übersetzung William Tyndales zurück. Diese These übernahm Daniell von John Nielson und Royal Skousen.[9][10][11][12]

## Schriften
- mit John Buchan (Hrsg.): The Best Short Stories of John Buchan. Band 1. Joseph, London 1980.
- mit John Buchan (Hrsg.): The Best Short Stories of John Buchan. Band 2. Joseph, London 1982.
- (Hrsg.): Tyndale’s New Testament. Translated from the Greek by William Tyndale in 1534. In a modern-spelling edition and with an introduction by Davin Daniell. Yale University Press, New Haven, London 1989.
- (Hrsg.): Tyndale’s Old Testament: being the Pentateuch of 1530. Joshua to 2. Chronicles of 1537 and Jonah. Translated by William Tyndale. In a modern-spelling edition and with an introduction by David Daniell. Yale University Press, New Haven & and London 1992.
- William Tyndale. A Biography. Yale University Press, New Haven & and London 1994.
- (Hrsg.): Julius Caesar. The Arden Shakespeare. Nelson & Sons, Walton-on-Thames 1998.
- (Hrsg.): The Obedience of a Christian Man. Penguin Classics, London 2000.
- (Hrsg.): William Tyndale. Selected Writings. Manchester 2003.
- The Bible in English. History and Influence. Yale University Press, New Haven 2003.

## Belege
1. ↑  Hertford College
2. 1 2 3 4   Website von David Daniell (Memento vom 3. Dezember 2010 im Internet Archive) (englisch). Abgerufen am 2. April 2024.
3. 1 2  David Daniell (Hrsg.): Tyndale’s Old Testament. Being the Pentateuch of 1530. Joshua to 2. Chronicles of 1537 and Jonah. Translated by William Tyndale. In a modern-spelling edition and with an introduction by David Daniell. Yale University Press, New Haven & and London 1992, Buchumschlag.
4. ↑  David Daniell: William Tyndale. A Biography. Yale University Press, New Haven & London 1994, S. 112f.
5. ↑  David Daniell: William Tyndale. A Biography. Yale University Press, New Haven & London 1994, S. 114, Zeile 33ff.
6. ↑  vgl. Daniel Daniell (Hrsg.): Tyndale’s Old Testament: being the Pentateuch of 1530. Joshua to 2. Chronicles of 1537 and Jonah. Translated by William Tyndale. In a modern-spelling edition and with an introduction by David Daniell. Yale University Press, New Haven & and London 1992, S. xxivff.
7. ↑  A. S. Herbert: Historical Catalogue of Printed Bibles 1525–1961. British and Foreign Bible Society and American Bible Society, 1968, ISBN 0-564-00130-9, S. 18.
8. ↑  Frederic G. Kenyon: Artikel in Hastings’ Dictionary of the Bible, 1909.
9. ↑  The Powerhouse of Creative Thought – David Daniell’s study of the Bible in English … S. 2 (englisch)
10. ↑  David Daniell (Hrsg.): The Obedience of a Christian Man. Penguin Classics, London 2000, S. xix. (siehe auch Fußnote 8)
11. ↑  David Daniell: The Bible in English. History and Influence. Yale University Press, New Haven 2003, S. 136 (siehe auch Fußnote 13) und S. 448.
12. ↑  John Nielson, Royal Skousen: How Much of the King James Bible Is William Tyndale’s. In: Reformation. Band 3, 1998, S. 49–74. (Abstract (Memento vom 1. Mai 2010 im Internet Archive) (englisch))

| Personendaten    | Personendaten                      |
| ---------------- | ---------------------------------- |
| NAME             | Daniell, David                     |
| KURZBESCHREIBUNG | britischer Anglist und Herausgeber |
| GEBURTSDATUM     | 17. Februar 1929                   |
| STERBEDATUM      | 1. Juni 2016                       |